# McGregor Memorial Conference Center
El McGregor Memorial Conference Center es un edificio de oficinas ubicado en 495 Ferry Mall, en el campus de la Universidad Estatal Wayne en Midtown Detroit, Míchigan. Terminado en 1958, el edificio fue el primer encargo de Minoru Yamasaki y marcó su paso del estilo internacional tradicional al nuevo formalismo. El edificio fue designado Hito Histórico Nacional en 2015.

## Historia
El McGregor Memorial Conference Center fue financiado por McGregor Fund, creado en 1925. Este especificó que el edificio se utilizaría como "un centro de conferencias comunitario para grupos de ciudadanos interesados en explorar formas y medios de ayudar a los demás ". Con ese fin, la Universidad Estatal Wayne contrató al arquitecto Minoru Yamasaki en agosto de 1955 para diseñar el edificio. El encargo se produjo después de la larga convalecencia de Yamasaki y su posterior viaje a Japón, y fue su primera oportunidad para poner en práctica su nueva visión de la arquitectura.
El Centro se completó en 1958 y se abrió a elogios inmediatos de las revistas de arquitectura que lo llamaron "delicioso" y "refrescante", y del Instituto Americano de Arquitectos que otorgó a Yamasaki un Primer Premio de Honor por el diseño. Durante los siguientes siete años, Yamasaki diseñó tres edificios más para el campus de Wayne: el Edificio de Educación, Prentis Hall y el Auditorio DeRoy.

## Descripción
El McGregor Memorial Conference Center es un pabellón simétrico de dos pisos cubierto con mármol travertino. Se asienta sobre un podio revestido con piedra de Mankato, con una piscina reflectante integral y un jardín hundido que envuelve el edificio en dos lados. El edificio exhibe un motivo de diseño triangular en el exterior y el interior. En el interior, un pasillo de entrada con tragaluz, que divide el espacio interior en dos, está flanqueado por dos niveles de salas de conferencias. El Centro McGregor contiene 11 salas de reuniones, un auditorio de 600 asientos, un área de recepción de 230 m² y un espacio de exhibición de 330 m². Las salas de conferencias se pueden combinar para acomodar grupos de varios tamaños. El diseño interior presenta pisos de mármol blanco, alfombras rojas y sillas de cuero negro de Mies van der Rohe.

## Galería

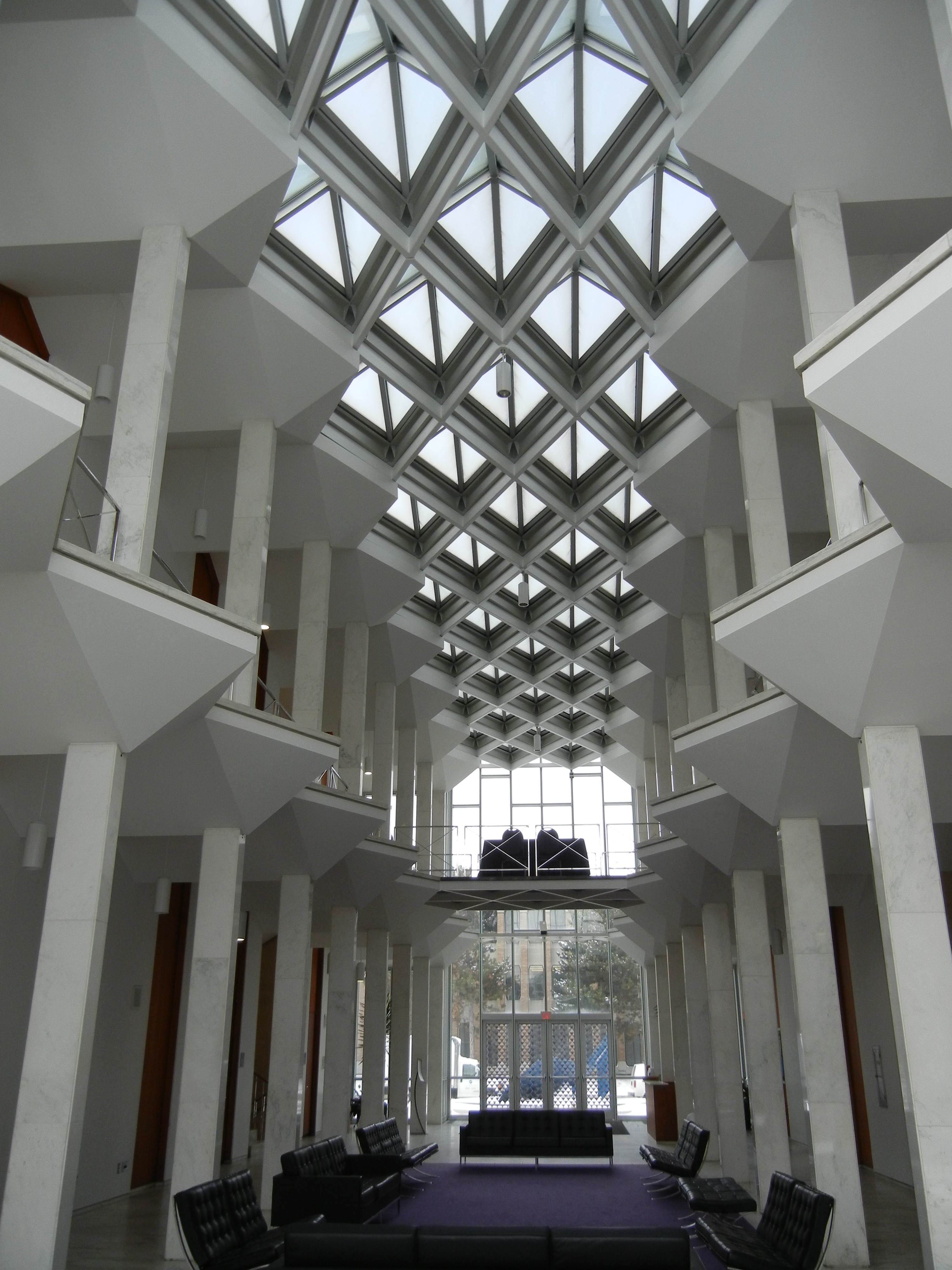
Atrio del Centro McGregor
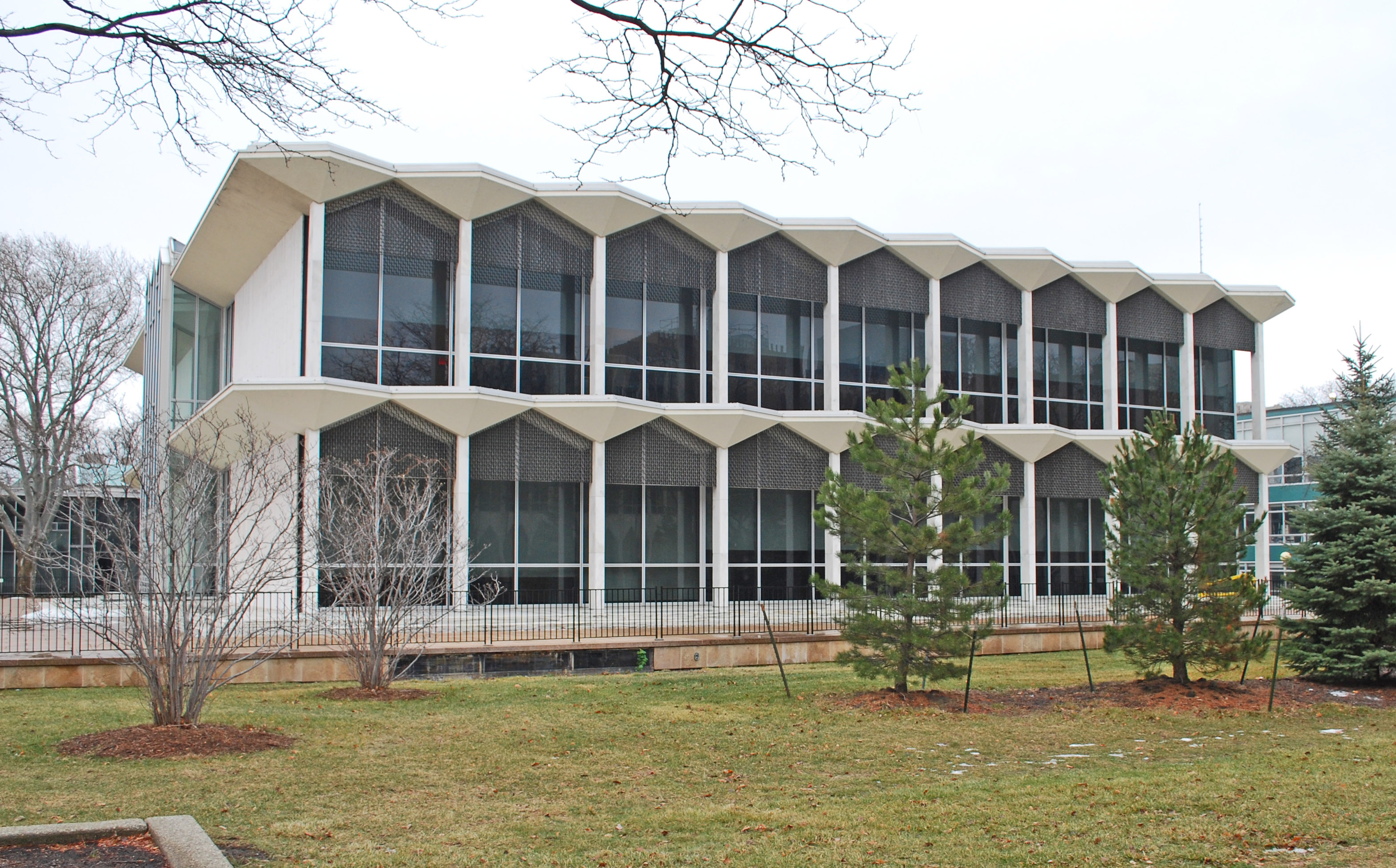
Vista lateral del centro que muestra la estructura de la viga
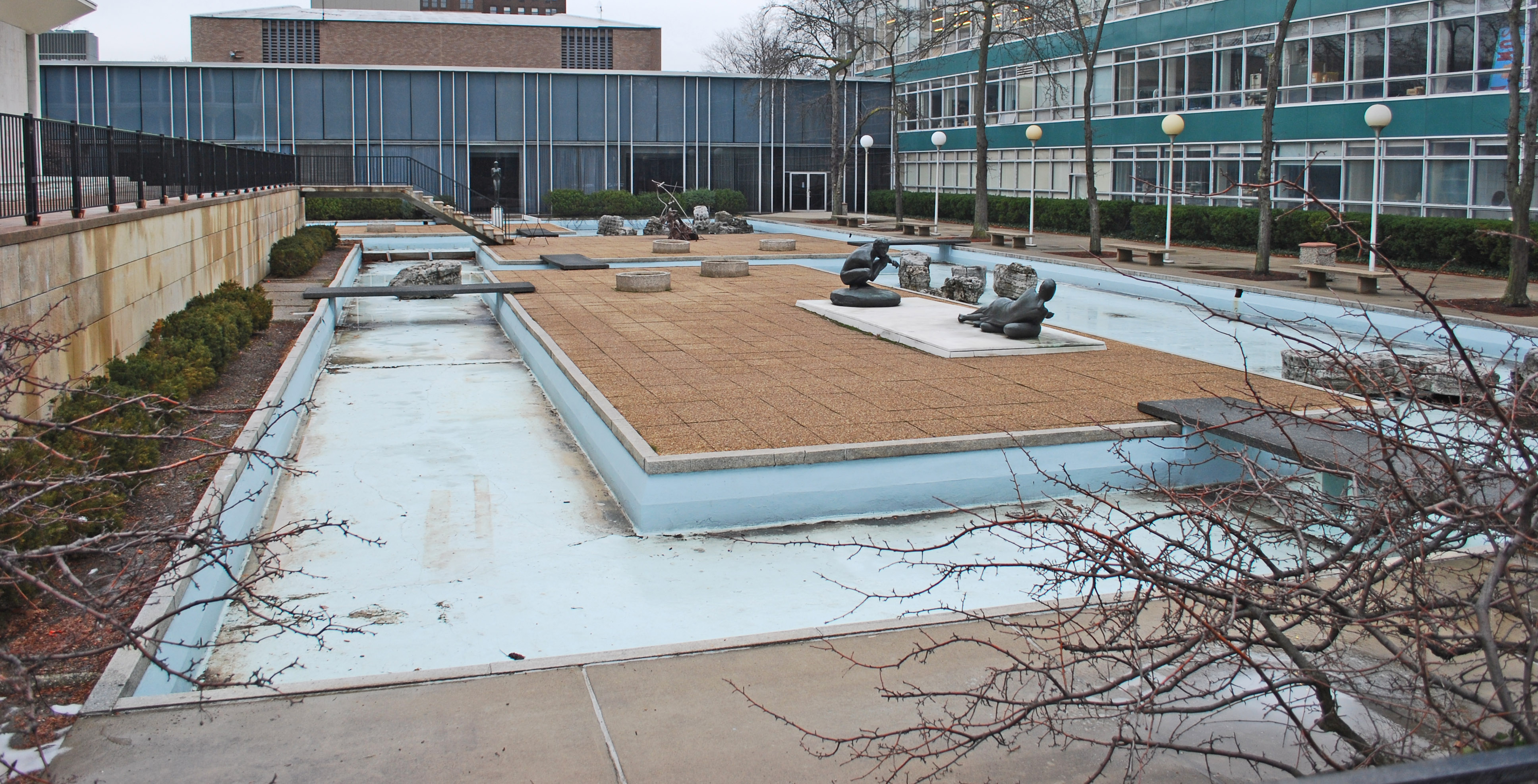
Estanque en la parte trasera del centro
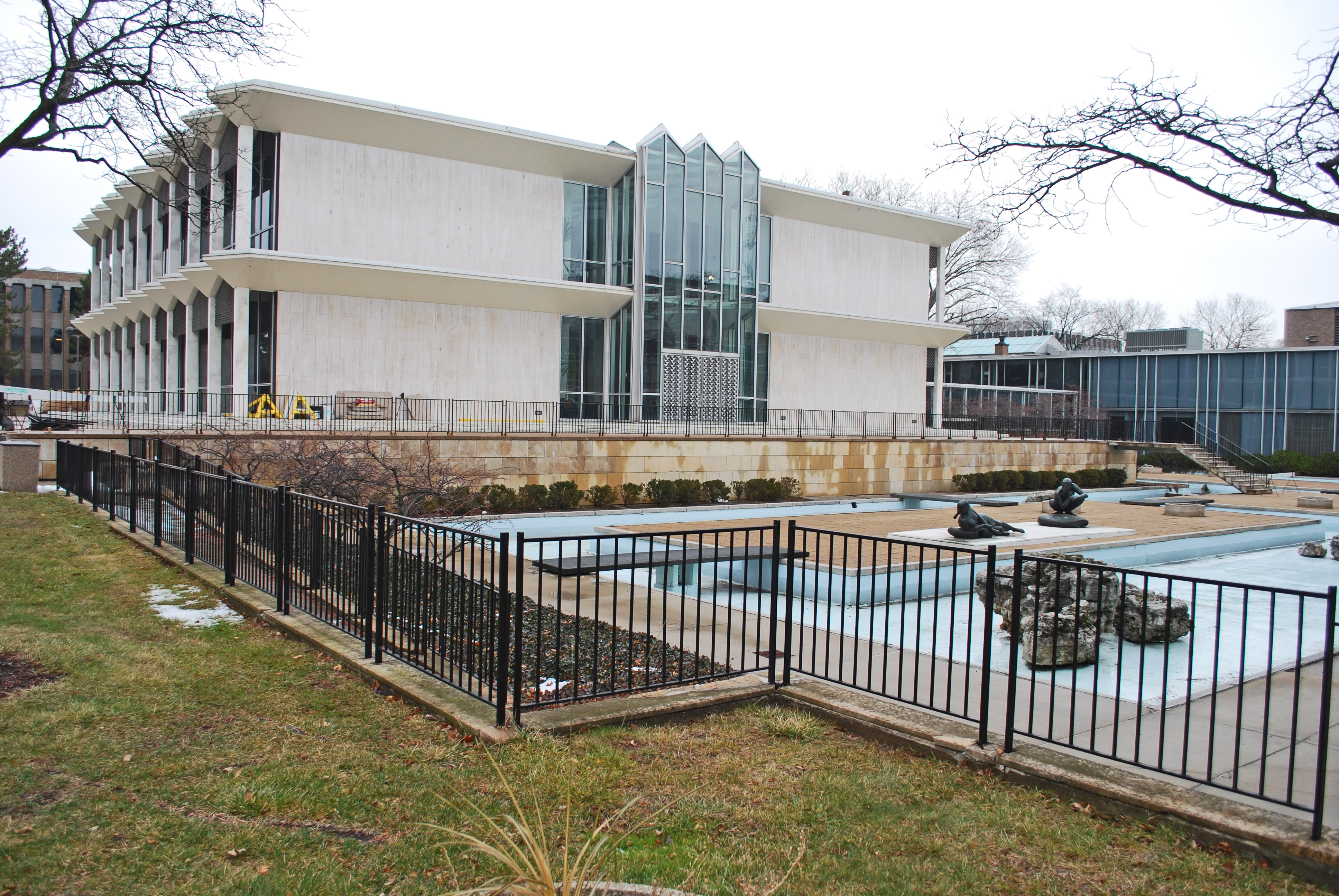
Estanque en relación al Centro